# Вилађо Мандорли (Каљари)
Вилађо Мандорли је насеље у Италији у округу Каљари, региону Сардинија.
Према процени из 2011. у насељу је живело 28 становника. Насеље се налази на надморској висини од 13 м.